# ARCS
ARCS es un firmware de gestor de arranque (también conocido como consola PROM) utilizado en la mayoría de las computadoras producidas por SGI desde principios de la década de 1990. 
El sistema ARCS es vagamente compatible con el estándar Advanced RISC Computing (ARC), promulgado por el consorcio Advanced Computing Environment a principios de la década de 1990. En otro sentido, el estándar ARC se basa en el ARCS de SGI, que se utilizó como base para generar el propio estándar ARC, aunque ARC requiere un sistema little endian mientras que el sistema ARCS es big endian en todos los sistemas basados en MIPS. A pesar de las diversas inconsistencias entre los dos, tanto las implementaciones ARCS de SGI como el estándar ARC comparten muchos puntos en común (como nombres de dispositivos, convenciones de llamadas, etc.). 
La mayoría de las computadoras que usan el firmware ARCS se basan en la línea de microprocesadores MIPS. Pero, la serie SGI Visual Workstation, que se basa en Intel Pentium III, también usa ARCS. La serie Visual Workstation es el único sistema compatible con x86 producido comercialmente que utilizaba un firmware ARCS, en lugar del BIOS de PC tradicional utilizado en la mayoría de las máquinas x86. 
Las familias que usan ARCS incluyen: 
- SGI Crimson (IP17)
- SGI Indigo (R4000/R4400) (IP20)
- SGI Indigo2 (and Challenge M) (IP22)
- SGI Indy (and Challenge S) (IP24)
- SGI Onyx (IP19/IP21/IP25)
- SGI Indigo2 R8000 (IP26)
- SGI Indigo2 R10000 (IP28)
- SGI O2 (IP32)
- SGI Octane (IP30)
- SGI Origin 200 (IP27)
- SGI Origin 2000 (IP27/IP31)
- SGI Onyx2 (IP27/IP31)
- SGI Fuel (IP35)
- SGI Tezro (IP35)
- SGI Origin 300 (IP35)
- SGI Origin 350 (IP35)
- SGI Origin 3000 (IP27/IP35)
- SGI Onyx 300 (IP35)
- SGI Onyx 350 (IP35)
- SGI Onyx 3000 (IP27/IP35)
- SGI Onyx4 (IP35)
- SGI Visual Workstation

- Datos: Q4653616